# Chiesa di San Gabriele (Tonara)
La chiesa di San Gabriele è un edificio religioso situato a Tonara, centro abitato della Sardegna centrale. Consacrata al culto cattolico è sede dell'omonima parrocchia e fa parte dell'arcidiocesi di Oristano.
Edificata nel 1607, come anche indicato in un bassorilievo incassato in facciata, è andata progressivamente in rovina fino ad essere poi ricostruita nel XIX secolo ad eccezione del presbiterio e della torre campanara di cui restano gli originali seicentesci.